# Olle Gunneriusson
Olle Gunneriusson (* 26. August 1924; † 26. November 1982) war ein früherer schwedischer Biathlet.
Olle Gunneriusson stammt aus Grenås und startete in seiner aktiven Zeit für den Verein Hammerdals IF. Er war Sportschütze und gewann 1957 beim Fältskjutning (Feldschießen) in Yxskaftkälen (Gemeinde Strömsund) mit 28 Treffern. Im Winter 1958 gewann er einen der ersten Biathlonwettbewerbe in Alsen mit 84,87 Punkten, ebenso den von der F 4 Skytteförening veranstalteten Bewerb, wenig später wurde er Zweiter bei den schwedischen Meisterschaften in Sollefteå. Höhepunkt seiner Karriere war die erste Biathlon-Weltmeisterschaft im Februar 1958 in Saalfelden. Er gewann gemeinsam mit Adolf Wiklund, Sture Ohlin und Sven Nilsson im damals inoffiziellen Staffelwettbewerb. Im Einzel sicherte er sich hinter dem ersten Weltmeister, seinem Landsmann Adolf Wiklund, den Vizeweltmeistertitel. 1964 gewann er erneut einen Titel bei den Sportschützen, als er wieder in Alsen beim Feldschießen mit 46 von 48 möglichen Treffern siegte. Den schwedischen Meistertitel im Biathlon sicherte er sich als 40-Jähriger im Februar 1965 in Söderhamn. Danach trat er noch bei Seniorenwettbewerben als Biathlet an und gewann 1966 die Distriktsmeisterschaft in Kyrkås.
1980 erhielt er das Ledarstipendum, einen mit 8000 Skr dotierten Ehrenpreis der Gemeinde Strömsund für herausragende ehrenamtliche Arbeit. Gunneriusson starb 1982.